# Ceramica calcidese

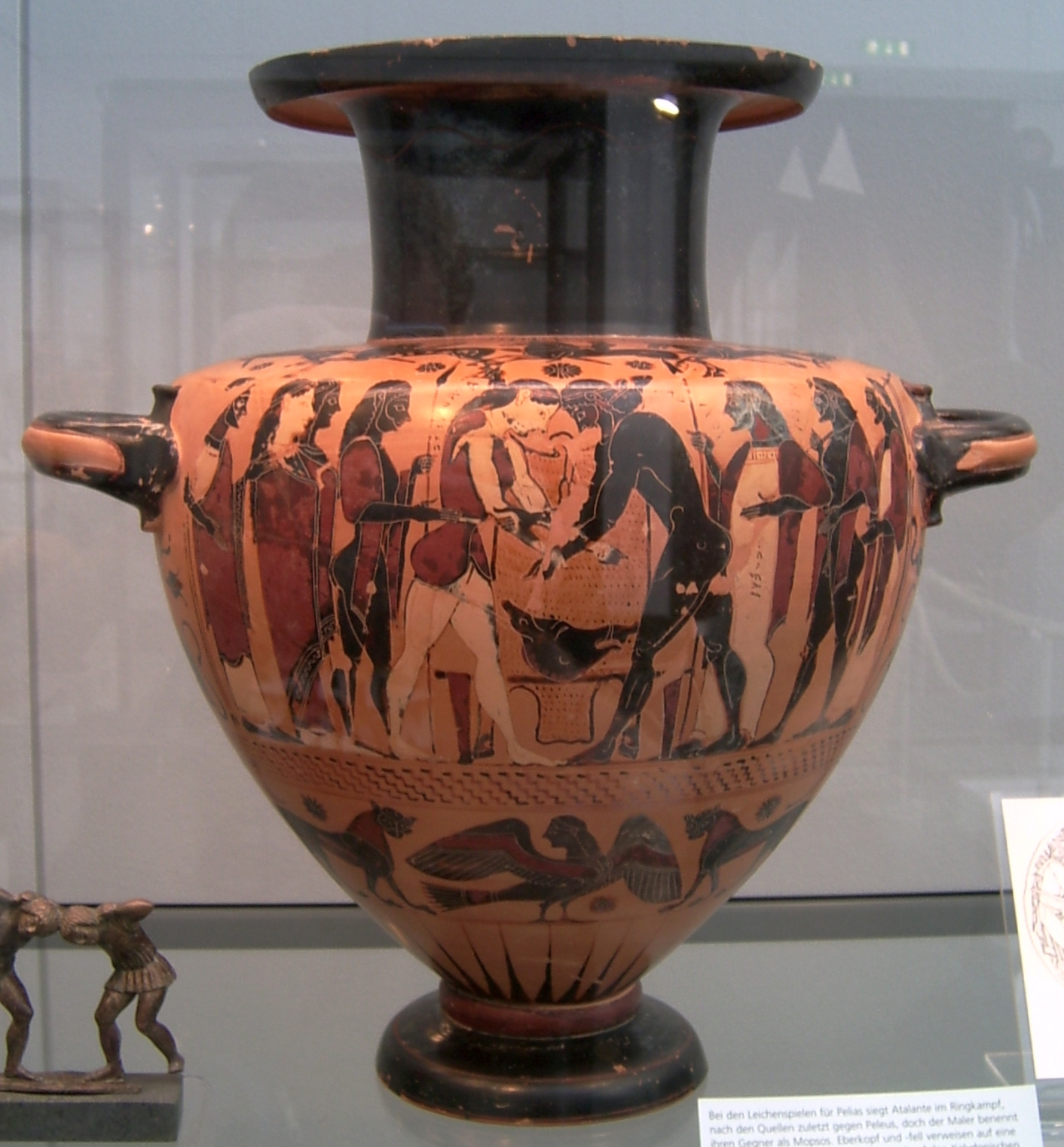
Pittore delle iscrizioni, hydria a figure nere, Monaco di Baviera, Staatliche Antikensammlungen 596.

La ceramica calcidese è un gruppo della ceramica greca, originariamente così denominato per la presenza su alcuni vasi di iscrizioni in alfabeto euboico, nelle quali prevalgono gli elementi calcidesi su quelli eretriesi. La produzione è a figure nere con dettagli incisi e vivaci ritocchi aggiunti in rosso e bianco, di stile eclettico; fortemente atticizzante, ma con influssi corinzi, ionici (in particolare focei) e con qualche elemento "italico", soprattutto per alcune forme vascolari minori. Non mancano occasionali riferimenti alla ceramica laconica, soprattutto per la forma del cratere con anse a staffa, che i "calcidesi" copiarono e rielaborarono, pur avendo inizialmente mutuato la forma globulare del cratere a colonnette corinzio. La localizzazione di questa classe è discussa ma prevale la tendenza a considerarla prodotto occidentale, in particolare della colonia calcidese di Rhegion in Magna Grecia, l'odierna Reggio Calabria (stato della questione e recenti sviluppi negli scritti di Mario Iozzo). Di fondamentale importanza il recente riconoscimento (M. Iozzo, 1994) che nell'alfabeto dei vasi "calcidesi" siano presenti elementi che sono esclusivi della versione occidentale, ovvero delle colonie calcidesi in Italia Meridionale, e non delle città della madrepatria, e che nel repertorio delle forme vascolari siano presenti vasi di tradizione prettamente italica e non greca (ibidem).

## Origine e sviluppo
Il pittore (e probabilmente anche vasaio) che sembra avere influito sui propri contemporanei e sulla generazione successiva, dando luogo ad una vera e propria scuola, è l'autore di un gruppo di anfore che Andreas Rumpf ha chiamato Gruppo delle anfore iscritte, per la presenza al suo interno di sei anfore recanti iscrizioni in alfabeto calcidese, ed è conosciuto come Pittore delle iscrizioni, o delle Anfore iscritte. La produzione "calcidese" è datata, sulla base di comparazioni stilistiche con la ceramica attica, al periodo compreso tra subito prima della metà del VI secolo a.C. fino al 500 circa a.C. o poco oltre (per la ceramica a vernice nera e per qualche derivazione imkitativa). Sulla bse del lavoro di G. Loeschkke, A. Rumpf ha operato vari raggruppamenti stilistici, stabilendo una classificazione che viene ancora oggi considerata valido punto di riferimento e confermata dai più recenti studi di Mario Iozzo, che ha aggiornato le conoscenze sulla classe, approfondendo o risolvendo alcuni problemi, e che ha anche individuato una produzione a vernice nera (ovviamente diffusa solo nell'area dello Stretto e nell'entroterra calabrese).I gruppi successivi a quello delle Anfore Iscritte (delle Anfore a profilo continuo, di Tarquinia o di Lipsia, delle Hydriai di Cambridge o di Orvieto, etc.) hanno una qualità inferiore e si limitano a seguire l'eredità del Pittore delle Iscrizioni con buon gusto e capacità decorative. Tra di essi si distingue la figura del Pittore di Fineo, un ceramografo e probabilmente anch'esso vasaio preciso ed elegante, benché ripetitivo e manierista, noto soprattutto per aver creato e dipinto le elegantissime e ammirevoli coppe a occhioni "calcidesi", dal tipico piede a trochilo, che tanto successo ebbero sul mercato etrusco da stimolare l'immediata reazione della bottega ateniese del vasaio Nikosthenes, dalla quale uscirono prontamente numerose coppe "calcidizzanti", ovvero con caratteristiche calcidesi.
Il sito più importante per i ritrovamenti di ceramica calcidese si trova a Rhegion; molti altri esemplari provengono dall'Etruria, dal sud Italia e dalla Sicilia; una piccola parte giunge da Marsiglia e nessun esemplare è stato trovato a est dell'Adriatico. Ritenere Calcide e l'Eubea luogo di origine della classe rende difficile spiegarne la totale assenza in tali siti come l'ininfluenza dello stile sul resto della ceramica greca. Argomenti più validi suggeriscono un luogo di origine occidentale, una colonia calcidese, soprattutto la presenza nella produzione di forme ignote in Grecia e l'impiego, nelle iscrizioni, di lettere non note nell'alfabeto calcidese della madrepatria Eubea, ma esclusive delle colonie occidentali. Oggi Rhegion è l'ipotesi maggiormente sostenuta, originariamente ipotesi di G. Vallet, di recente confermata con argomentazioni più che convincenti dagli studi di Mario Iozzo.

## Stile

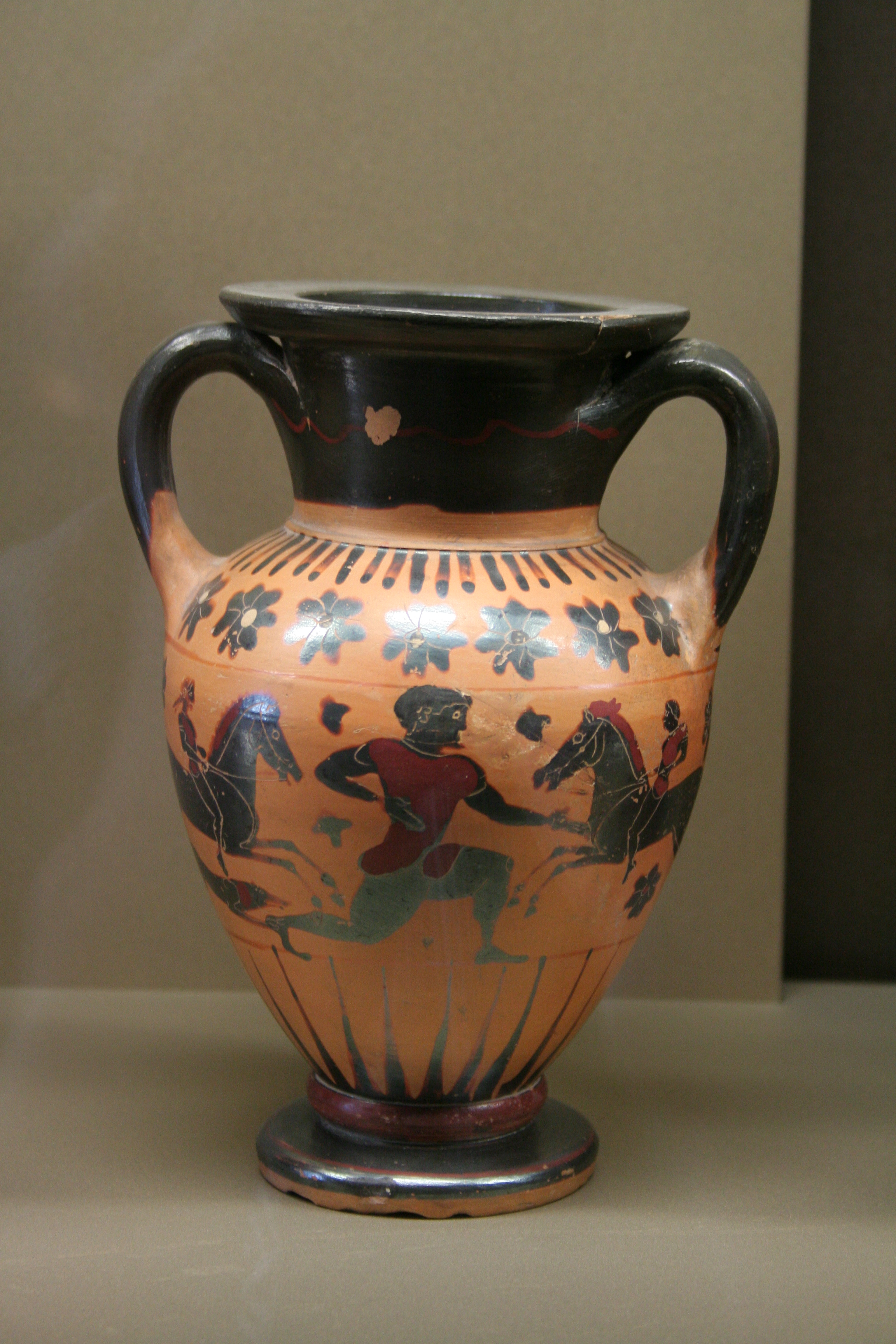
Gruppo dell'anfora di Lipsia, anfora a figure nere, Museo del Louvre E801

Come nella ceramica attica a figure nere del periodo maturo, la ceramica calcidese è caratterizzata da grandi figure all'interno di pannelli bordati da fasce decorative o semplicemente su fondo scuro. Le scene rappresentate sono spesso vivaci scene d'azione e racconti mitologici molto rari, o peculiari per il modo in cui vengono trattati, in alcuni casi forse influenzati dall'epica dei grandi poeti della Magna Grecia piuttosto che direttamente da quella omerica. Molto frequenti, tuttavia, anche i semplici gruppi di figure, con scarsi dettagli interni, che comprendono uomini e donne o animali, nei vasi meno accurati. Tra questi ultimi un soggetto piuttosto frequente è la combinazione di animali, alcune volte anche senza particolare attenzione alle proporzioni reciproche, all'insegna dell'isocefalia delle figure, così come la quadriga frontale. L'ornamento tipico è l'intreccio di fiori di loto e palmette nel campo principale, mentre la catena di fiori di loto e boccioli si trova nei campi secondari o sul collo delle anfore. Le forme più diffuse sono l'anfora a collo separato, l'hydria, il cratere a colonnette di forma corinzia (solo all'inizio) e più tardi, quello laconico, con anse a staffa ma con piede dal profilo variato, la coppa dal tipico piede e le oinochiai, di varia forma; tutte sempre di qualità elevata. L'argilla è fine e il suo colore varia dal giallo arancio al marrone rossiccio. La vernice è brillante, quasi nera o di un marrone dorato se maggiormente diluita. L'effetto è molto simile a quello della ceramica attica, ma ancora discernibile per alcune caratteristiche tecniche, come l'uso di immergere il collo delle anfore nella pittura nera, per poi decorarlo con linee ondulate color porpora, o la pratica di stendere prima strati leggeri di colore nel delineare le figure e in seguito sovrapporvi colore denso che non ne riempie interamente la forma. Il modo di rappresentare le pieghe delle vesti è indicativo della derivazione stilistica la ceramica "calcidese" dimostra rispetto a quella attica, della quale passavano ingenti quantità nel porto di Rhegion. Lo stile calcidese è meno disciplinato e meno preciso di quello attico, più fluente e più decorativo, soprattutto è fortemente eclettico. Ma la produzione "calcidese"  è l'unica scuola a figure nere della seconda metà del VI secolo a.C. capace di reggere il confronto qualitativo (sia sul piano formale che su quello tecnico e stilistico) con la coeva produzione attica. E gli Etruschi lo sapevano bene!.